# Кечистът
„Кечистът“ (на английски: The Wrestler) е американски спортен драматичен филм от 2008 г. на режисьора Дарън Аронофски.
Премиерата е на 5 септември 2008 г. на филмовия фестивал във Венеция, а по кината в САЩ филмът излиза на 17 декември 2008 г.

## В ролите
| Актьор           | Роля                             |
| ---------------- | -------------------------------- |
| Мики Рурк        | Ранди Робинсън / Робин Рамзински |
| Мариса Томей     | Касиди / Пам                     |
| Евън Рейчъл Уд   | Стефани Рамзински                |
| Марк Марголис    | Лени                             |
| Тод Бари         | Уейн                             |
| Джуда Фридлендър | Скот                             |
| Ърнест Милър     | Боб                              |

## Награди и номинации
| Категория                             | Номиниран(и)                | Резултат                    |
| Оскар (22 февруари 2009 г.)           | Оскар (22 февруари 2009 г.) | Оскар (22 февруари 2009 г.) |
| ------------------------------------- | --------------------------- | --------------------------- |
| Най-добра мъжка роля                  | Мики Рурк                   | номинация                   |
| Най-добра поддържаща женска роля      | Мариса Томей                | номинация                   |
| Награда на БАФТА (8 февруари 2009 г.) |                             |                             |
| Най-добър актьор в главна роля        | Мики Рурк                   | награда                     |
| Най-добра актриса в поддържаща роля   | Мариса Томей                | номинация                   |
| Златен глобус (11 януари 2009 г.)     |                             |                             |
| Най-добър актьор в драматичен филм    | Мики Рурк                   | награда                     |
| Най-добра оригинална песен            | „The Wrestler“              | награда                     |
| Най-добра актриса в поддържаща роля   | Мариса Томей                | номинация                   |
| Сателит (14 декември 2008 г.)         |                             |                             |
| Най-добър актьор в драматичен филм    | Мики Рурк                   | номинация                   |
| Най-добра оригинална песен            | „The Wrestler“              | номинация                   |
| Филмов фестивал във Венеция           |                             |                             |
| Златен лъв                            |                             | награда                     |